# Калина, Андрей Яковлевич
Андре́й Я́ковлевич Кали́на (род. 21 июля 1987, Славянск, Донецкая область) — российский и украинский пловец-паралимпиец. Многократный чемпион и призёр Паралимпийских игр, чемпионатов мира и Европы, Всемирных игр, рекордсмен мира и Европы. Заслуженный мастер спорта Украины и заслуженный мастер спорта России по плаванию среди спортсменов с поражением опорно-двигательного аппарата.

## Биография
Родился 21 июля 1987 года в городе Славянске. У Андрея врожденная аномалия — нет левой руки ниже локтя. В 2000 году начал занятия плаванием в донецком центре «Инваспорт». Тренер — А. В. Казначеев.

## Спортивная карьера

### Выступления за сборную Украины
В 14 лет поехал на свой первый чемпионат мира, на котором выиграл «серебро» на дистанции 100 метров брассом.

### Выступления за сборную России
После чемпионата мира 2013 принял решение о переходе в сборную России.

«Я сам из города Славянска, тренировался в Киеве и на всех предыдущих чемпионатах мира и Паралимпийских играх действительно плавал за Украину. Перебраться в Россию думал ещё после Паралимпийских игр в Лондоне, но по семейным обстоятельствам получилось только через год. Определяющими факторами стали условия для тренировок и уровень жизни — по обеим составляющим в России комфортнее. Правда, из-за так называемого карантина, обязательного при смене страны, пришлось на два года остаться без соревнований.»

## Награды
Украина:
- Полный кавалер ордена «За заслуги»:
  - Орден «За заслуги» I степени (7 октября 2008 года) — за достижение высоких спортивных результатов на XIII летних Паралимпийских играх в Пекине (Китайская Народная Республика), проявленные мужество, самоотверженность и волю к победе, подъём международного авторитета Украины.[3]
  - Орден «За заслуги» II степени (19 октября 2004 года) — за достижение значительных спортивных результатов, подготовку чемпионов и призёров XII летних Паралимпийских игр в Афинах, повышение международного престижа Украины.[4]
  - Орден «За заслуги» III степени (12 декабря 2003 года) — за значительный личный вклад в развитие физической культуры и спорта среди спортсменов-инвалидов, достижения высоких спортивных результатов, проявленные при этом мужество, волю и самоотверженность.[5]
- Орден «За мужество» III степени (17 сентября 2012 года) — за достижение высоких спортивных результатов на XIV летних Паралимпийских играх в Лондоне, проявленные мужество, самоотверженность и волю к победе, подъём международного авторитета Украины.[6]
- Почётная грамота Кабинета Министров Украины (2008).

Россия:
- Орден Дружбы (11 сентября 2021 года) — за большой вклад в развитие отечественного спорта, волю к победе, стойкость и целеустремленность, проявленные на XVI Паралимпийских летних играх 2021 года в городе Токио (Япония)[7].
- Почётная грамота Президента Российской Федерации (19 сентября 2016 года) — за большой вклад в развитие физической культуры и спорта, высокие спортивные достижения.[8].
- Мастер спорта России международного класса (2015).
- Заслуженный мастер спорта России (2016)[9].